# 북사보 지역

북사보 지역의 문장

북사보 지역의 위치

북사보 지역(핀란드어: Pohjois-Savo, 스웨덴어: Norra Savolax)은 핀란드를 구성하는 지역 가운데 하나로, 중심 도시는 쿠오피오이며 면적은 20,366km2, 인구는 250,064명이다. 중앙수오미 지역, 북포흐얀마 지역, 카이누 지역, 북카리알라 지역, 남사보 지역과 접하며 20개 지방 자치체를 관할한다.